# Chasseneuil-du-Poitou
Pour les articles homonymes, voir Chasseneuil (homonymie).
Chasseneuil-du-Poitou est une commune du Centre-Ouest de la France, située dans le département de la Vienne en région Nouvelle-Aquitaine. Ses habitants sont appelés les Chasseneuillais.
Chasseneuil-du-Poitou accueille la partie sud (approximativement la moitié de la superficie) du parc du Futuroscope et de la technopole du Futuroscope.

## Géographie

### Situation
La commune est située environ 10 kilomètres au nord de Poitiers et 25 kilomètres au sud de Châtellerault. Située sur un axe passager, la commune est traversée notamment par l'autoroute A10 et la RD910 (ex RN10).
Plusieurs quartiers sont sur le territoire de la commune comme Bonnillet, Preuilly et  Grand-Pont (partagé avec Migné-Auxances) situés au Sud, Martigny (partagé avec Avanton) situé au Nord-Ouest et Fontaine (partagé avec Montamisé et Saint-Georges-lès-Baillargeaux) situé à l'Est.
Chasseneuil-du-Poitou est traversée par le Clain et l'Auxance. La confluence de ces deux rivières est située sur la commune.

### Communes limitrophes
|                | Jaunay-Marigny        | Saint-Georges-lès-Baillargeaux |
| Avanton        | Chasseneuil-du-Poitou | Montamisé                      |
| Migné-Auxances | Buxerolles            |                                |

### Climat
Pour des articles plus généraux, voir Climat de la Nouvelle-Aquitaine et Climat de la Vienne.
Historiquement, la commune est exposée à un climat océanique du nord-ouest.  
En 2020, Météo-France publie une typologie des climats de la France métropolitaine dans laquelle la commune est exposée à un climat océanique altéré et est dans la région climatique  Poitou-Charentes, caractérisée par un bon ensoleillement, particulièrement en été et des vents modérés.
Pour la période 1971-2000, la température annuelle moyenne est de 11,5 °C, avec une amplitude thermique annuelle de 14,8 °C. Le cumul annuel moyen de précipitations est de 700 mm, avec 10,8 jours de précipitations en janvier et 6,7 jours en juillet. Pour la période 1991-2020, la température moyenne annuelle observée sur la station météorologique la plus proche, située sur la commune de Biard à 10 km à vol d'oiseau, est de 12,2 °C et le cumul annuel moyen de précipitations est de 695,3 mm,. Pour l'avenir, les paramètres climatiques de la commune estimés pour 2050 selon différents scénarios d’émission de gaz à effet de serre sont consultables sur un site dédié publié par Météo-France en novembre 2022.

## Urbanisme

### Typologie
Au 1er janvier 2024, Chasseneuil-du-Poitou est catégorisée petite ville, selon la nouvelle grille communale de densité à sept niveaux définie par l'Insee en 2022.
Elle appartient à l'unité urbaine de Poitiers, une agglomération intra-départementale regroupant huit  communes, dont elle est une commune de la banlieue,,. Par ailleurs la commune fait partie de l'aire d'attraction de Poitiers, dont elle est une commune de la couronne,. Cette aire, qui regroupe 97 communes, est catégorisée dans les aires de 200 000 à moins de 700 000 habitants,.

### Occupation des sols
L'occupation des sols de la commune, telle qu'elle ressort de la base de données européenne d’occupation biophysique des sols Corine Land Cover (CLC), est marquée par l'importance des territoires agricoles (55,8 % en 2018), en diminution par rapport à 1990 (69,3 %). La répartition détaillée en 2018 est la suivante : 
terres arables (40 %), zones industrielles ou commerciales et réseaux de communication (21,2 %), zones urbanisées (10,1 %), prairies (8,7 %), forêts (7,2 %), zones agricoles hétérogènes (7,1 %), espaces verts artificialisés, non agricoles (5,7 %). L'évolution de l’occupation des sols de la commune et de ses infrastructures peut être observée sur les différentes représentations cartographiques du territoire : la carte de Cassini (XVIIIe siècle), la carte d'état-major (1820-1866) et les cartes ou photos aériennes de l'IGN pour la période actuelle (1950 à aujourd'hui).

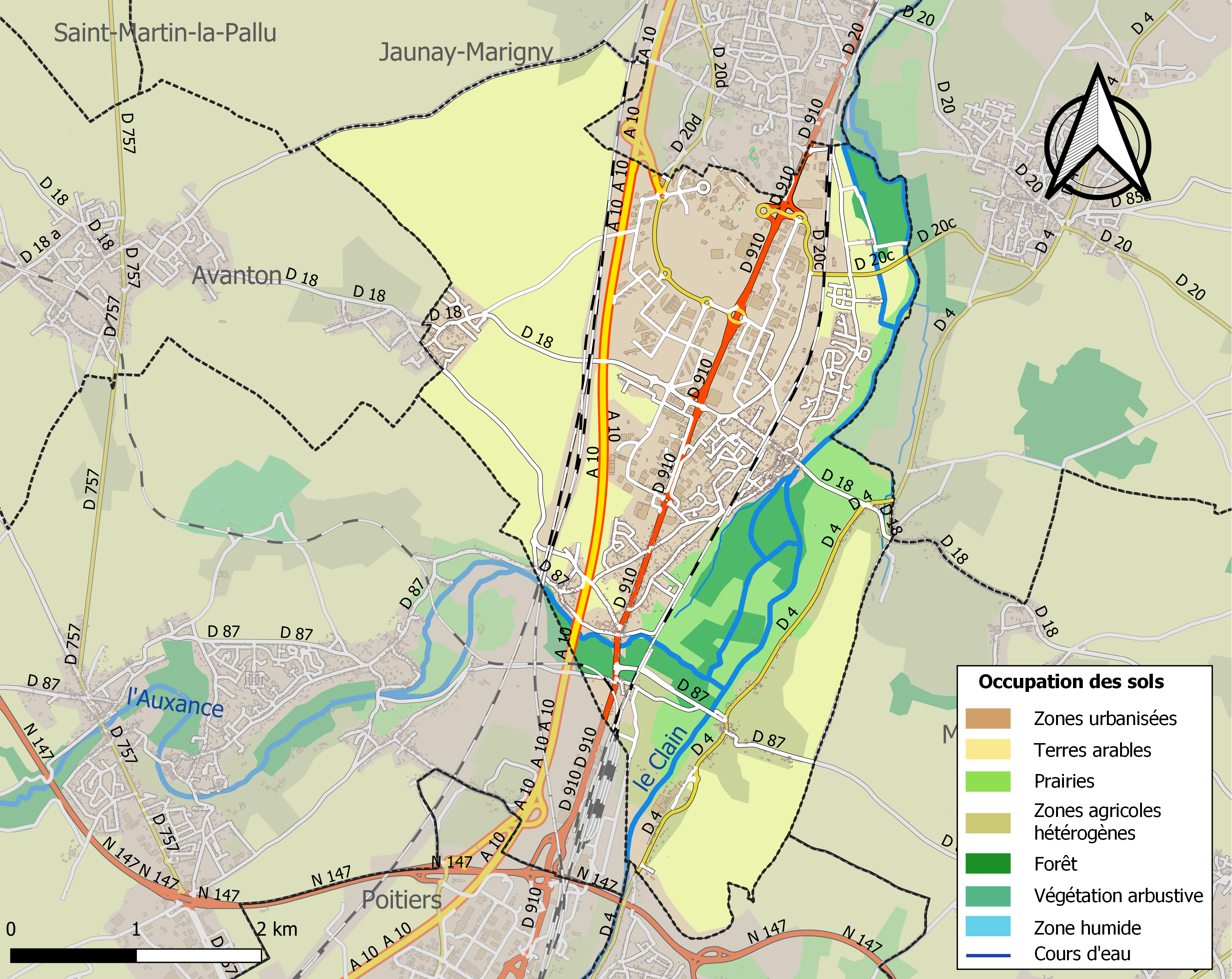
Carte des infrastructures et de l'occupation des sols de la commune en 2018 (CLC).

### Risques majeurs
Le territoire de la commune de Chasseneuil-du-Poitou est vulnérable à différents aléas naturels : météorologiques (tempête, orage, neige, grand froid, canicule ou sécheresse), inondations, mouvements de terrains et séisme (sismicité modérée). Il est également exposé à deux risques technologiques, le transport de matières dangereuses et  le risque industriel. Un site publié par le BRGM permet d'évaluer simplement et rapidement les risques d'un bien localisé soit par son adresse soit par le numéro de sa parcelle.

#### Risques naturels
La commune fait partie du territoire à risques importants d'inondation (TRI) de Châtellerault, regroupant 17 communes concernées par un risque de débordement de la Vienne et du Clain. Les événements antérieurs à 2014 les plus significatifs pour la Vienne sont les crues de février 1698 (1 670 m3/s à Châtellerault), de juillet 1792 (1 520 m3/s), de mars 1913 (1 500 m3/s), de décembre 1944 (1 510 m3/s) et de janvier 1962 (1 500 m3/s). Les crues historiques du Clain sont celles de 1873 (330 m3/s à Poitiers) et de décembre 1982 (330 m3/s). Des cartes des surfaces inondables ont été établies pour trois scénarios : fréquent (crue de temps de retour de 10 ans à 30 ans), moyen (temps de retour de 100 ans à 300 ans) et extrême (temps de retour de l'ordre de 1 000 ans, qui met en défaut tout système de protection),. La commune a été reconnue en état de catastrophe naturelle au titre des dommages causés par les inondations et coulées de boue survenues en 1982, 1983, 1993, 1995, 1999 et 2010,. Le risque inondation est pris en compte dans l'aménagement du territoire de la commune par le biais du plan de prévention des risques (PPR) inondation (PPRI) de la « vallée du Clain », approuvé le 1er septembre 2015, puis par le nouveau PPRI « Vallée du Clain », prescrit le 5 novembre 2021.

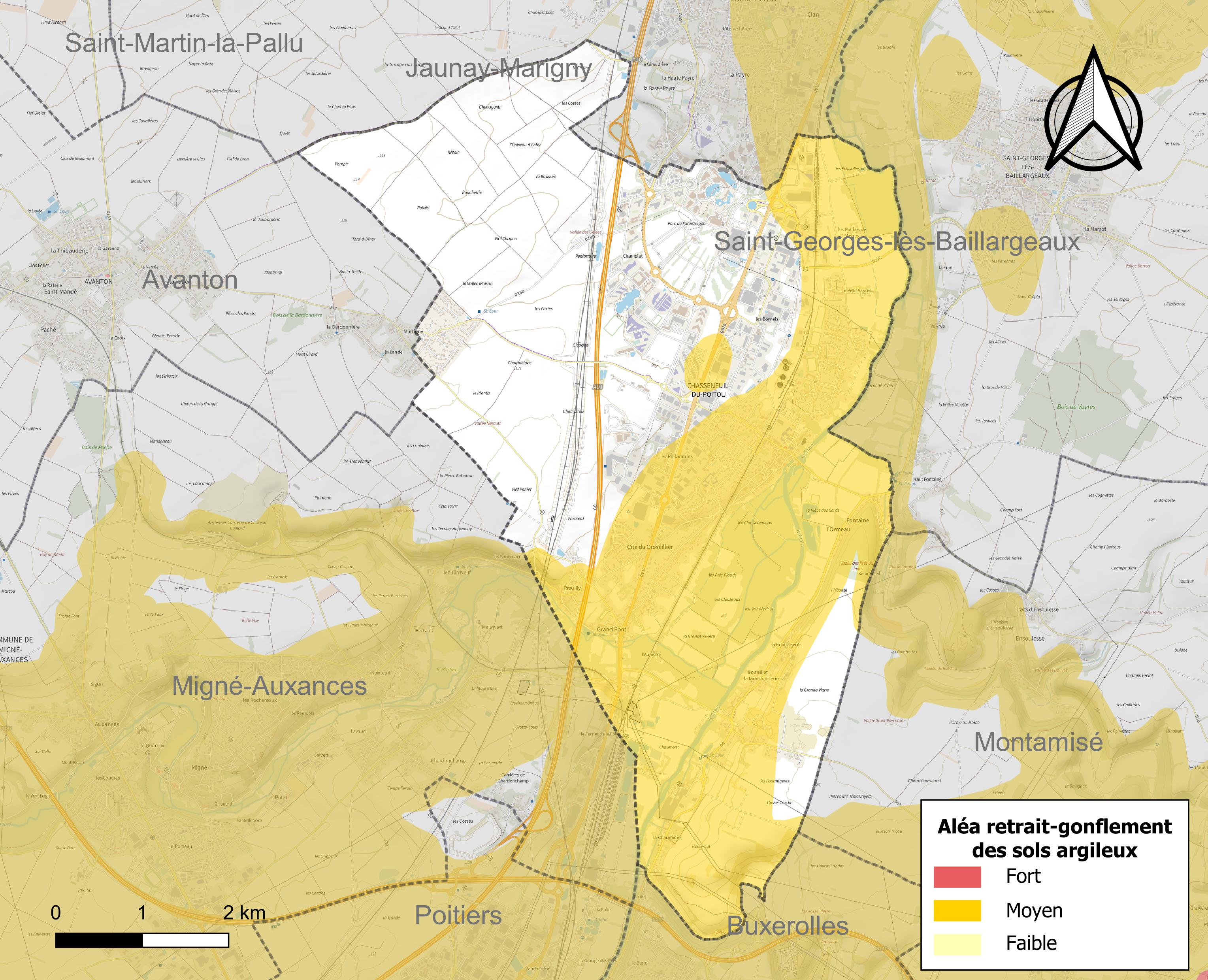
Carte des zones d'aléa retrait-gonflement des sols argileux de Chasseneuil-du-Poitou.

Les mouvements de terrains susceptibles de se produire sur la commune sont des affaissements et effondrements liés aux cavités souterraines (hors mines) et des tassements différentiels. Afin de mieux appréhender le risque d’affaissement de terrain, un inventaire national permet de localiser les éventuelles cavités souterraines sur la commune. Le retrait-gonflement des sols argileux est susceptible d'engendrer des dommages importants aux bâtiments en cas d’alternance de périodes de sécheresse et de pluie. 48,1 % de la superficie communale est en aléa moyen ou fort (79,5 % au niveau départemental et 48,5 % au niveau national). Depuis le 1er octobre 2020, en application de la loi ÉLAN, différentes contraintes s'imposent aux vendeurs, maîtres d'ouvrages ou constructeurs de biens situés dans une zone classée en aléa moyen ou fort,.
La commune a été reconnue en état de catastrophe naturelle au titre des dommages causés par la sécheresse en 2003 et 2005 et par des mouvements de terrain en 1999 et 2010.

#### Risque technologique
La commune est exposée au risque industriel du fait de la présence sur son territoire d'une entreprise soumise à la directive européenne SEVESO, classée seuil haut : Bolloré Énergy (ex Picoty) (activités soumises à autorisation pour le stockage de produits pétroliers),.

## Toponymie
Le nom est attesté en 828 sous la forme Casonogilo. Le toponyme Chasseneuil est issu du gaulois cassanos, signifiant chêne, suivi du suffixe -ialo signifiant clairière. Il signifie donc « clairière des chênes »,

## Histoire

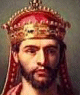

Louis Ier, dit le Pieux ou le Débonnaire, est né à la villa Cassinogilum, que certains historiens identifient à Chasseneuil-du-Poitou, le jeudi 16 avril 778 au cours du trajet de l’expédition d’Espagne entrepris par son père Charlemagne. Sa mère, Hildegarde de Vintzgau, les mit au monde, lui et son frère jumeau Lothaire, mort peu après à la villa Cassinogilum alors qu'on y célébrait les fêtes de Pâques. Seul survivant des fils de Charlemagne, il lui succéda à la tête de l'empire. Il est mort le 20 juin 840 sur une île fluviale près de Ingelheim am Rhein en Allemagne.
Pour en revenir au lieu de naissance de Louis le Pieux, il est avéré à présent qu'il s'agit de Casseuil, près de la Garonne. La confusion est venue de la rédaction de nombreux documents à Chasseneuil-du-Poitou par Louis Ier et ses successeurs, ce qui ne préjuge pas de son lieu de naissance. Charlemagne lui-même distinguait le Poitou et l'Aquitaine ce qui élimine le Poitou comme lieu de naissance de son fils Louis, ce qui a d'ailleurs été confirmé par des fouilles archéologiques le long de la Garonne. Il n'en demeure pas moins que Chasseneuil-du-Poitou est un lieu historique majeur de cette période-là, Casseuil étant beaucoup trop vulnérable, la destruction de la villa de Charlemagne par les vikings au milieu du IXe siècle attestant le bien meilleur choix du Poitou pour gérer le royaume sereinement et en une région plus centrale géographiquement.
À partir des années 790, Chasseneuil devient l'un des cinq palais royaux d'Aquitaine organisés pour le jeune roi Louis Ier, dit le Pieux ou le Débonnaire.
Après la révolution française de 1848, un arbre de la liberté est planté face à la croix hosannière, mais ne prend pas.

## Politique et administration

### Tendances politiques et résultats
L'ancien Premier ministre Jean-Pierre Raffarin y a exercé un mandat de maire-adjoint entre 1995 et 2001.

### Liste des maires
| Période                                  | Période   | Identité          | Étiquette | Qualité |
| ---------------------------------------- | --------- | ----------------- | --------- | --- |
| mars 1971                                | mars 2001 | Pierre Giret      | DVD       | Directeur régional banque |
| mars 2001                                | En cours  | Claude Eidelstein | DVD       | Expert-comptable retraité Conseiller départemental du canton de Chasseneuil-du-Poitou (2015 → ) Vice-président du Grand Poitiers (2017 → ) Réélu pour le mandat 2020-2026 |
| Les données manquantes sont à compléter. |           |                   |           | |

### Instances judiciaires et administratives
La commune relève du tribunal d'instance de Poitiers, du tribunal de grande instance de Poitiers, de la cour d'appel Poitiers, du tribunal pour enfants de Poitiers, du conseil de prud'hommes de Poitiers, du tribunal de commerce de Poitiers, du tribunal administratif de Poitiers et de la cour administrative d'appel de Bordeaux, du tribunal des pensions de Poitiers, du tribunal des affaires de la Sécurité sociale de la Vienne, de la cour d’assises de la Vienne.

### Services publics
Les réformes successives de La Poste ont conduit à la fermeture de nombreux bureaux de poste ou à leur transformation en simple relais. Toutefois, la commune a pu maintenir le sien.

### Politique environnementale
Dans son palmarès 2024, le Conseil national de villes et villages fleuris de France a attribué trois fleurs à la commune.

## Démographie
L'évolution du nombre d'habitants est connue à travers les recensements de la population effectués dans la commune depuis 1793. Pour les communes de moins de 10 000 habitants, une enquête de recensement portant sur toute la population est réalisée tous les cinq ans, les populations de référence des années intermédiaires étant quant à elles estimées par interpolation ou extrapolation. Pour la commune, le premier recensement exhaustif entrant dans le cadre du nouveau dispositif a été réalisé en 2008.

En 2022, la commune comptait 4 776 habitants, en évolution de +1,17 % par rapport à 2016 (Vienne : +0,6 %, France hors Mayotte : +2,11 %).
| 1793 | 1800 | 1806 | 1821  | 1831  | 1836  | 1841  | 1846  | 1851  |
| ---- | ---- | ---- | ----- | ----- | ----- | ----- | ----- | ----- |
| 857  | 865  | 868  | 1 010 | 1 054 | 1 079 | 1 152 | 1 211 | 1 259 |

| 1856  | 1861  | 1866  | 1872  | 1876  | 1881  | 1886  | 1891  | 1896  |
| ----- | ----- | ----- | ----- | ----- | ----- | ----- | ----- | ----- |
| 1 246 | 1 279 | 1 264 | 1 247 | 1 361 | 1 525 | 1 535 | 1 210 | 1 143 |

| 1901  | 1906  | 1911  | 1921  | 1926  | 1931  | 1936  | 1946  | 1954  |
| ----- | ----- | ----- | ----- | ----- | ----- | ----- | ----- | ----- |
| 1 155 | 1 172 | 1 198 | 1 275 | 1 300 | 1 228 | 1 242 | 1 432 | 1 645 |

| 1962  | 1968  | 1975  | 1982  | 1990  | 1999  | 2006  | 2008  | 2013  |
| ----- | ----- | ----- | ----- | ----- | ----- | ----- | ----- | ----- |
| 1 869 | 2 144 | 2 332 | 2 888 | 3 002 | 3 845 | 4 425 | 4 569 | 4 617 |

| 2018  | 2022  | - | - | - | - | - | - | - |
| ----- | ----- | - | - | - | - | - | - | - |
| 4 687 | 4 776 | - | - | - | - | - | - | - |

En 2015, selon l’Insee, la densité de population de la commune était de 269 hab./km2 contre 62 hab./km2 pour le département, 70 hab./km2 pour la région Nouvelle-Aquitaine et 100,8 hab./km2 pour la France.
La commune appartient à la Communauté urbaine du Grand Poitiers qui connait un certain dynamisme démographique puisque sa population s’est accrue de 1,32 % par an en moyenne sur la période 1999- 2006 (ce taux est de 0,7 % pour le département). Ceci illustre le constat démographique suivant : des zones rurales qui perdent de plus en plus d’habitants au profit d’une zone périurbaine autour de Poitiers et de Châtellerault. Cette vaste zone concentre 70 % de la population du département de la Vienne (soit environ 300 000 personnes) et 25 % des moins de 20 ans. En outre, en supposant le maintien des tendances démographiques depuis 1990, entre 2006 et 2020, la population de l’aire urbaine de Poitiers devrait s’accroître de +16,5 % et celle de Châtellerault de + 5,0 %. La population de la commune devrait donc continuer à croitre.
Cependant, la population du Grand Poitiers n'a quasiment pas augmenté entre 2007 et 2012 (141 986 habitants en 2007 pour 142 751 habitants en 2012). Le dynamisme démographique concerne surtout les communes limitrophes de la capitale poitevine. Ainsi, c’est un peu le cas de Chasseneuil-du-Poitou dont la population a augmenté d’une trentaine d’habitants durant ces cinq ans. Mais le territoire est de plus en plus contraint entre la vallée du Clain, les zones d'activités et les infrastructures ferroviaires et autoroutières.

## Économie
Depuis l’installation du Futuroscope, l’économie de la ville dépend beaucoup du tourisme.
Du fait de la technopole du Futuroscope, elle héberge une partie de la recherche scientifique de l'université de Poitiers et l'ISAE-ENSMA.

### Agriculture
Selon la direction régionale de l'Alimentation, de l'Agriculture et de la Forêt de Nouvelle-Aquitaine, il n'y a plus que huit exploitations agricoles en 2010 contre 15 en 2000.

### Commerce
La commune dispose de plusieurs zones commerciales (zones "Les Portes du Futur", "Les Grands Philambins").
Un marché de produits frais a lieu un jeudi sur deux (2e et 4e jeudis de chaque mois) sur la place du Centre.

### Entreprises
À Chasseneuil-du-Poitou se trouve le siège de la société Vivaticket, spécialisée dans la gestion des flux.

### Transport

#### Desserte ferroviaire
La commune de Chasseneuil-du-Poitou est desservie par la SNCF via 2 gares, Chasseneuil (Vienne) et Futuroscope.
Elles sont desservies par le réseau TER Nouvelle-Aquitaine reliant Poitiers à Châtellerault et Tours à raison de 10 A/R / jour pour la gare du centre et 13 A/R / jour pour la gare du gare du Futuroscope. Cette dernière est également desservie par les TGV reliant Poitiers à Paris-Montparnasse à raison de 2 à 3 A/R / jour.
Une 3ème gare était autrefois en service, la halte de Grand-Pont-Preuilly, située dans le quartier du même nom.
La LGV Sud Europe Atlantique traverse également la commune ainsi qu'une courte partie de la ligne de Poitiers à Arçay.

#### Desserte par réseaux de bus urbains
Le réseau Vitalis dessert la commune par les lignes 1, 1E, 21, 35 et E ainsi que par les navettes reliant la gare du Futuroscope à toute la zone du Futuroscope.

#### Desserte routière
La commune est desservie par l'autoroute A10 et dispose d'une sortie (Sortie 28, Futuroscope), par la RD910 (ex RN10), ainsi que les routes départementales 4, 18, 20C, 20D et 87.

## Culture locale et patrimoine

### Lieux et monuments
- Les plaines du Mirebalais et du Neuvillois sont classées comme zones naturelles d'intérêt écologique, faunistique et floristique (ZNIEFF)[40].
- Église Saint-Clément de Chasseneuil-du-Poitou.

### Équipement culturel

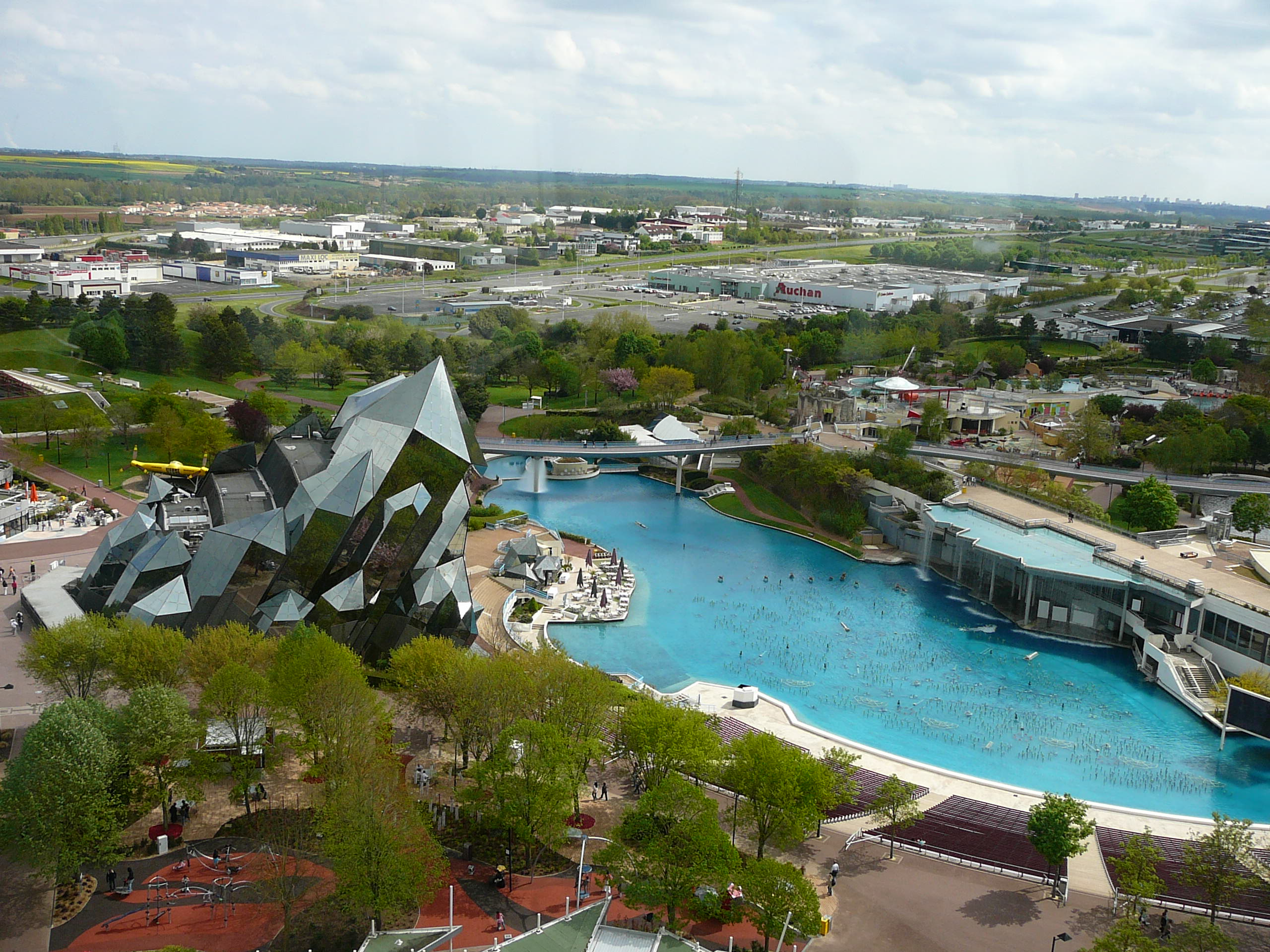
Le parc du Futuroscope.

- Le sud du parc du Futuroscope est établi sur le territoire de Chasseneuil-du-Poitou (le nord du parc étant implanté sur celui de Jaunay-Clan).
- La Salle de la Quintaine, proposant diverses représentations.
- L'Arena Futuroscope, inaugurée en avril 2022, est implantée sur le territoire de la commune.
- La Maison d'Autrefois : c'est une maison ancienne qui abrite des collections disparates d'objets usuels, domestiques, professionnels. Ces objets sont répartis dans neuf salles thématiques. Ils sont datés du XIXe siècle aux années 1950. Sont reconstruites une école des années 1940, une forge, une buanderie, une chapelle... Il est possible de découvrir les bonnets, les coiffes, les vêtements des poitevins des années 1880 ainsi qu'une belle collection d'ornements sacerdotaux ou des jouets anciens. Des petites expositions temporaires sont aussi montées. C'est un musée d'art et de traditions populaires.

### Personnalités liées à la commune
- Thierry Barathieu (1961-2004), militaire français du Régiment d'infanterie chars de marine, décédé lors du bombardement de Bouaké, dont la sépulture se trouve à Chasseneuil.

## Galerie

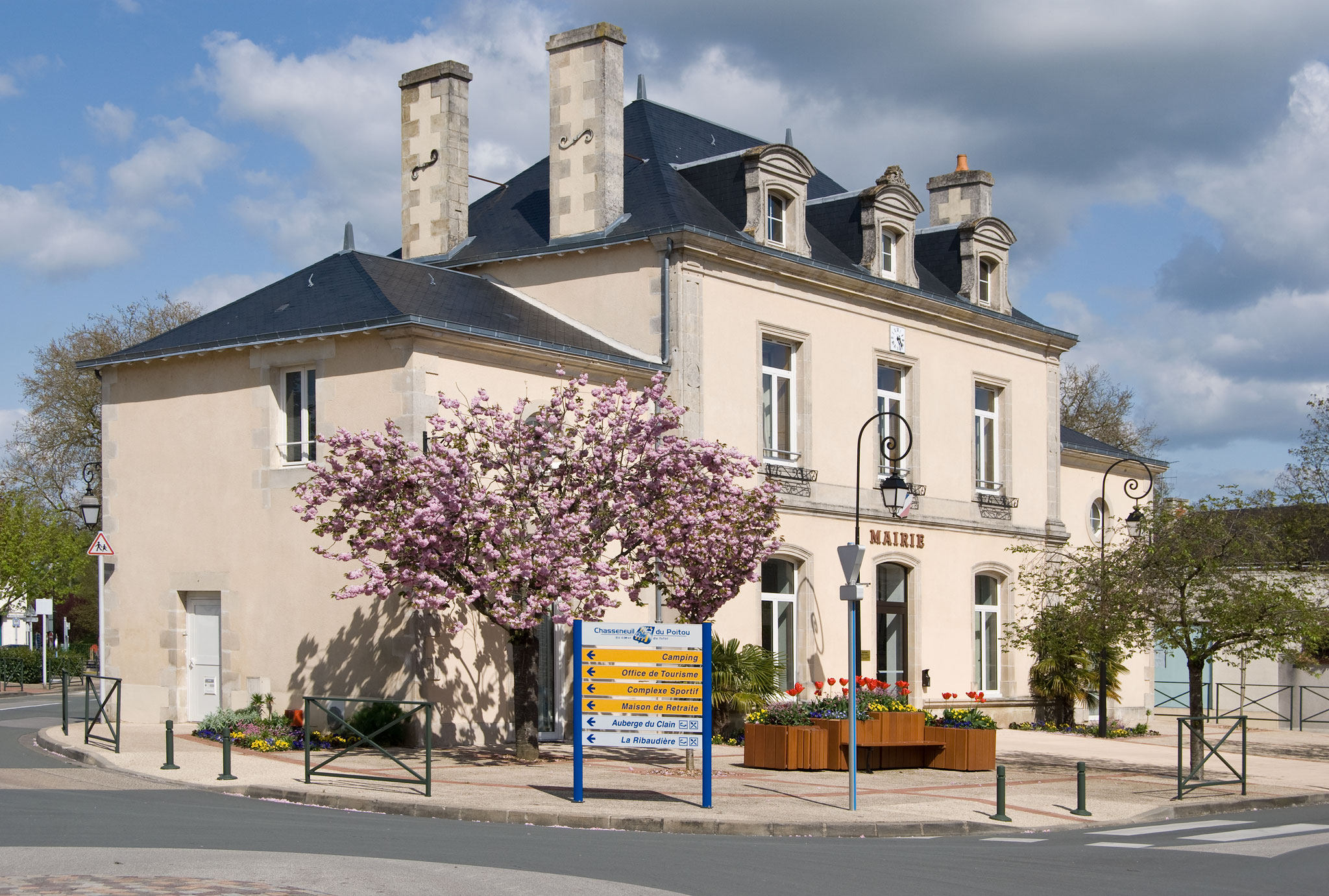
La mairie.
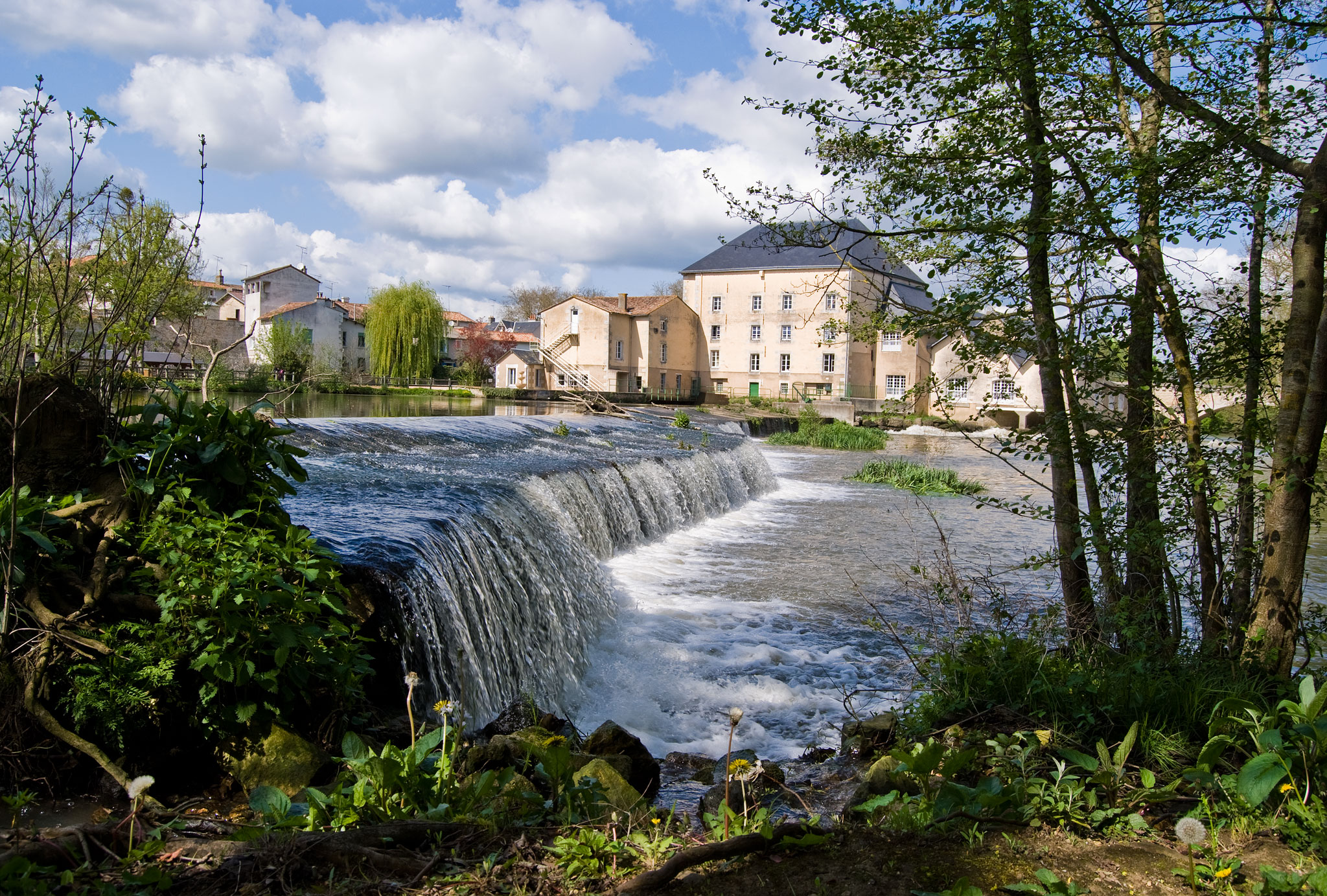
Le Clain.

### Articles de Wikipédia
- Liste des communes de la Vienne
- Anciennes communes de la Vienne